# Komierówko
Komierówko – osada krajeńska w Polsce położona w województwie kujawsko-pomorskim, w powiecie sępoleńskim, w gminie Sępólno Krajeńskie.
W latach 1975–1998 miejscowość administracyjnie należała do województwa bydgoskiego. Według danych Urzędu Gminy Sępólno Krajeńskie (XII 2014 r.) liczyła 49 mieszkańców.